# Volvo 7700
| Volvo                 | Volvo |
| Volvo 7700 in Vilnius | Volvo 7700 in Vilnius                                                                                        |
| 7700                  | 7700 |
| --------------------- | --- |
| Hersteller:           | Volvo |
| Bauart:               | Niederflurbus                                                                                                |
| Produktionszeitraum:  | 2004–2011 |
| Achsen:               | 2 oder 3 |
| Varianten:            | Erdgasbus, Dieselbus oder Hybridbus                                                                          |
| Leistung:             | Dieselmotor: Volvo D9B (Euro 4 bzw. Euro 5) mit 192 / 228 / 265 kW Gasmotoren: Volvo G9B mit 192 oder 220 kW |
| Getriebe:             | Automatik mit Retarder                                                                                       |
| Federung:             | Luftfederung mit Kneeling-Funktion                                                                           |
| Fahrgastkapazität:    | Zweiachsige Ausführung: 95 Plätze Gelenkbus: 150 Plätze                                                      |
| Gesamtgewicht:        | Zweiachsige Ausführung: 18.900 kg Gelenkbus: 28.000 kg                                                       |
| Länge:                | Zweiachsige Ausführung: 12 m Gelenkbus: 18 m                                                                 |
| Höhe:                 | 3,2 m (Diesel-Variante) 3,42 m (Gas-Variante)                                                                |
| Breite:               | 2,55 m |
| Vorgängermodell:      | Volvo 7000                                                                                                   |
| Nachfolgemodell:      | Volvo 7900                                                                                                   |

Der Volvo 7700 ist eine Niederflurbus-Baureihe des Nutzfahrzeug-Herstellers Volvo. Die Linienbusse wurden von Volvo Sweden und Volvo Polska produziert. Busse dieser Baureihe waren von 2004 bis 2011 in Produktion. Diese wurden sowohl als 12 Meter langer Zweiachser als auch als 18 Meter langer Gelenkbus gebaut (Volvo 7700 A, das „A“ steht für Articulated). Von der 12-m-Version leitete sich der Volvo 7700 Hybrid ab, wobei das Fahrzeug um 74 mm länger war, um so die zusätzliche Technik (insbesondere einen 4,5-kWh-Akku) unterzubringen. Für diesen gab Volvo einen um bis zu 35 % verringerten Kraftstoffverbrauch an, darüber hinaus waren die Fahrzeuge beim Anfahren wesentlich leiser.

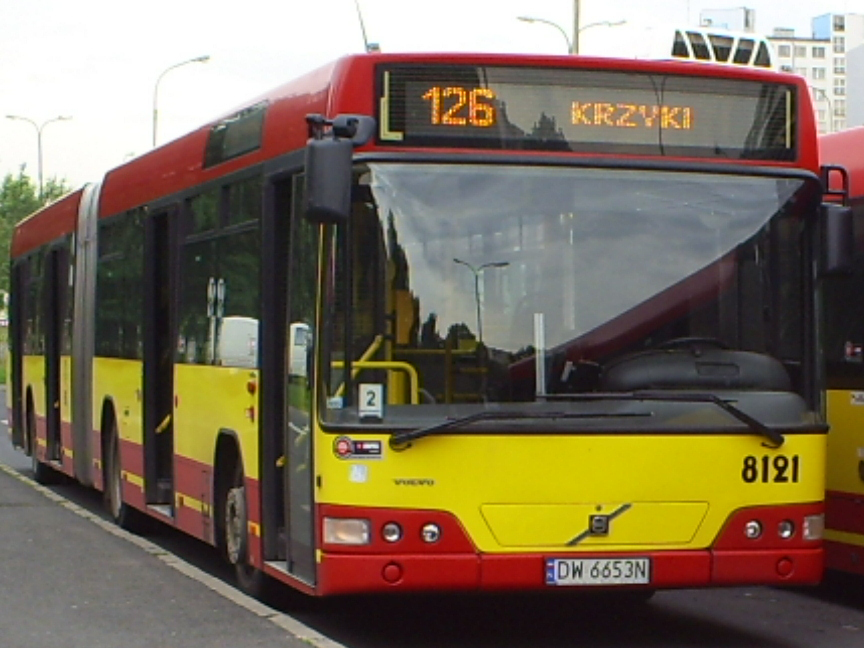
Gelenkbusversion: Volvo 7700 A der MPK in Breslau
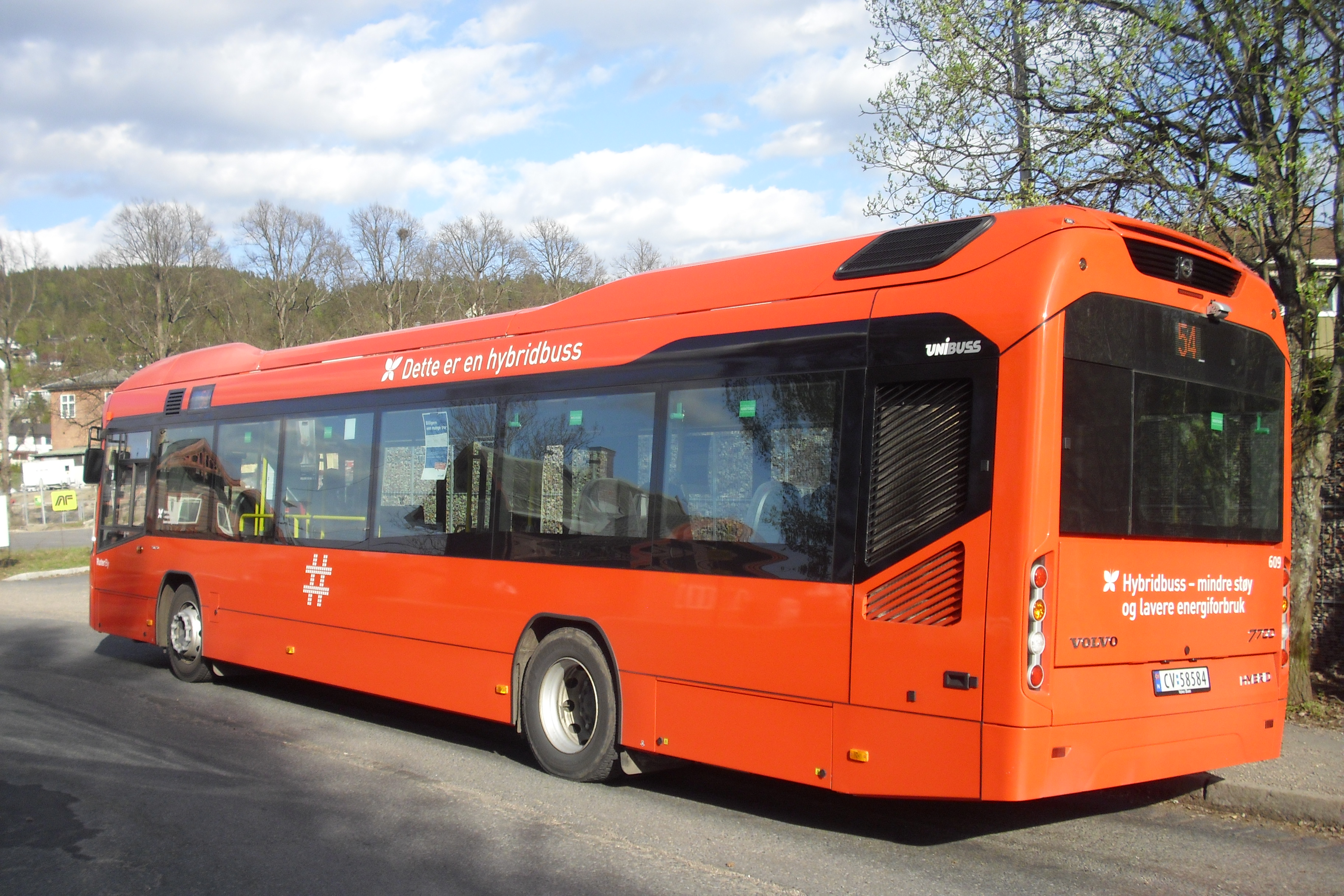
Hybridbus Volvo 7700